# Дюрменево
Дюрменево (баш. Дүрмән) — село в Шаранском районе Республики Башкортостан Российской Федерации. Входит в состав Чалмалинского сельсовета.

## География

### Географическое положение
Расстояние до:
- районного центра (Шаран): 11 км,
- центра сельсовета (Чалмалы): 3 км,
- ближайшей ж/д станции (Туймазы): 30 км.

## Население
| 2002 | 2009 | 2010 |
| ---- | ---- | ---- |
| 361  | ↘354 | ↘325 |

Национальный состав
Согласно переписи 2002 года, преобладающая национальность — татары (83 %).